# USS Lancetfish (SS-296)
Za druga plovila z istim imenom glejte USS Lancetfish.
USS Lancetfish (SS-296) je bila jurišna podmornica razreda balao v sestavi Vojne mornarice Združenih držav Amerike.